# Syngonanthus tenuipes
Syngonanthus tenuipes är en gräsväxtart som beskrevs av Silveira. Syngonanthus tenuipes ingår i släktet Syngonanthus och familjen Eriocaulaceae. Inga underarter finns listade i Catalogue of Life.